# Tres i Quatre
Tres i Quatre est une librairie (Llibreria Tres i Quatre) et maison d'édition (Edicions 3i4) de Valence (Espagne).

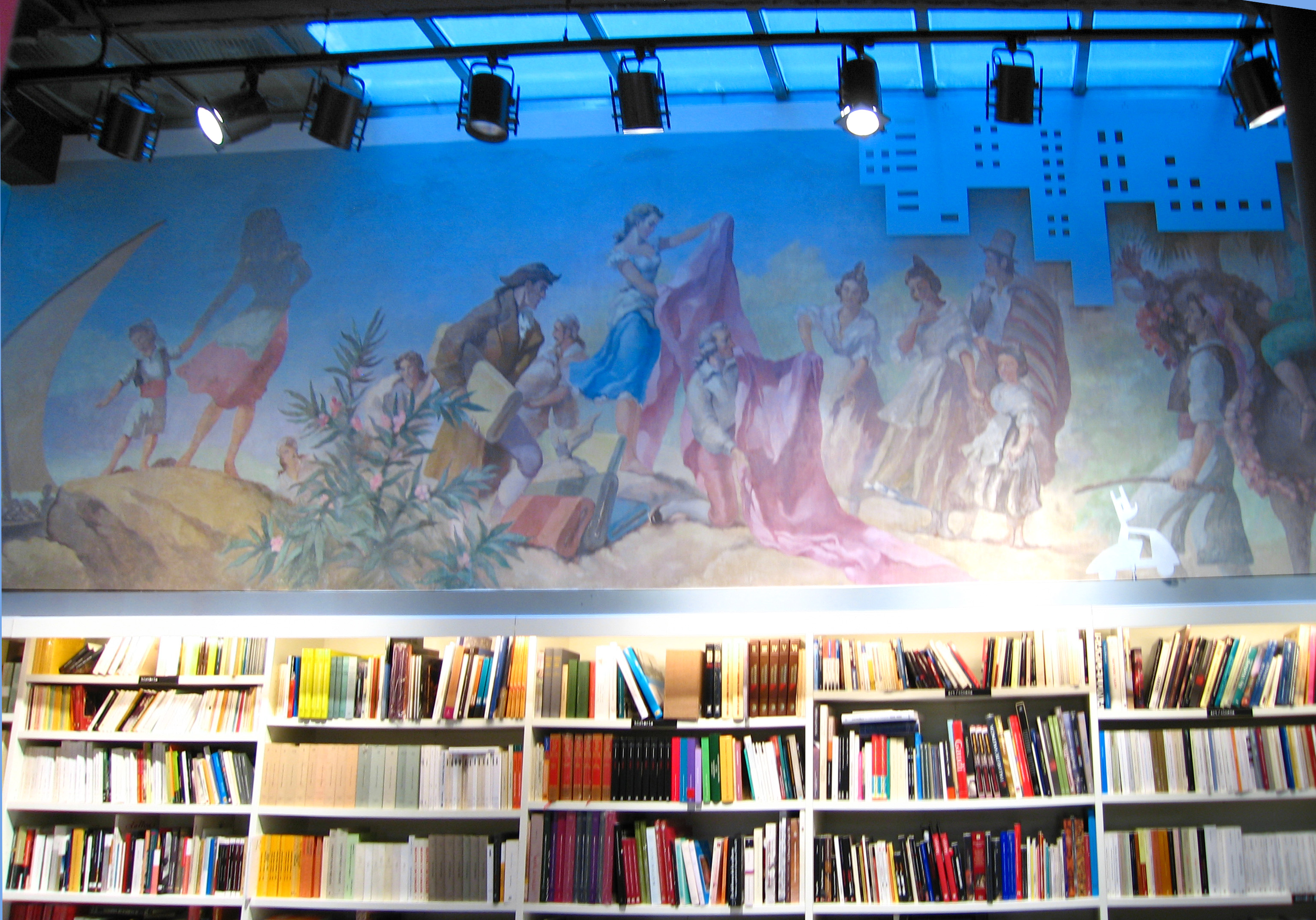
La librairie Tres i Quatre à l'OCCC

Constituant l'un des pôles des cultures valencienne et catalane au Pays valencien depuis sa fondation en 1968, la librairie est également connue en raison de diverses attaques et dégradations qu'elle a subies tout au long de son histoire, généralement attribuées aux secteurs blavéristes et d'extrême droite.
Tres i Quatre est l'organisateur des Premis Octubre, concours littéraire en langue catalane, depuis leur création en 1972.

## Présentation
Fondée en 1968 par Eliseu Climent, la librairie, de sensibilité de gauche et catalaniste,, à l'origine située au n° 7 de la rue centrale Pérez Bayer de Valence, devient un centre de réunions clandestines et de mouvements sociaux et syndicaux, et un symbole de la résistance de la culture valencienne durant la dernière étape du franquisme,.
La maison d'édition, également fondée en 1968, n'a pu fonctionner légalement qu'à partir de 1974.
Son nom (littéralement « Trois et Quatre ») fait référence aux 3 « pays catalans » (la Catalogne, les îles Baléares et le Pays Valencien) et « 4 barres » (de l'emblème royal de la couronne d'Aragon qui leur est commun).
Ayant pour objectif la diffusion du livre catalan au Pays valencien, Tres i Quatre est un acteur fondamental de la culture régionale,. La maison d'édition est l'un des principaux éditeurs valenciens avec Edicions Bromera. Dans un premier temps, Tres i Quatre se focalise sur la publication de roman, de poésie et d'essai, délaissant le secteur jeunesse qu'occupera rapidement Bromera.
Depuis ses origines, la librairie a constitué un lieu de confluence de plusieurs figures importantes des cultures valencienne et catalane, comme l'écrivain Joan Fuster, le philologue et historien Manuel Sanchis Guarner, les artistes Josep Renau et Andreu Alfaro, le collectif artistique Equipo Realidad (es) ou le poète valencien d'expression castillane Francisco Brines.
En 1976, Editorial Tres i Quatre est condamné à une forte amende de 500 000 pesetas imposée par le gouverneur civil Enrique Oltra Moltó (ca), après que les assistants aux Premis Octubre ont entonné à la fin de la cérémonie L'Internationale et l'hymne catalan Els Segadors, enfreignant la législation antiterroriste de l'époque,,.
Elle fait partie des figures et institutions les plus représentatives de la culture valencienne qui, comme l'écrivain Joan Fuster, le professeur Manuel Sanchis Guarner et l'université de Valence, ont été cibles privilégiées de la violence anticatalaniste et d'extrême droite pendant la transition démocratique,.
En 1983 Rosa Raga, épouse d'Eliseu Climent, devient la nouvelle directrice de la librairie, dont le siège s'installe du n° 7 au 11 de la rue Pérez Bayer. Le 30 novembre 2006 elle déménage pour s'installer à l'Octubre Centre de Cultura Contemporània, également siège de l'association Acció Cultural del País Valencià, alors également propriétaire de la librairie Tres i Quatre.

## Actes de vandalisme et attaques matérielles subis
Selon Miquel Ramos, journaliste spécialiste de l'extrême droite natif de Valence, « Tres i Quatre est la librairie la plus attaquée d'Europe ».
Depuis sa fondation en 1968, la librairie a été la cible privilégiée d'agressions et d'attaques matérielles variées attribuées aux extrêmes droites espagnole ou valencienne, comprenant des actes de violence d'intensité variable : graffitis, appels menaçants, jets de pierres, jets de cocktails Molotov et attentats au plastic. Entre sa création en 1968 et 2010, la librairie subit une vingtaine d'attentats, dont au moins cinq survenus au cours de ses trois premières années d'existence.
La violence contre la librairie s'est particulièrement concentrée entre 1970 et 1978 (dernières années du régime franquiste et début de la transition démocratique),, période caractérisée par un climat d'agitation sociale et de violence politique au Pays valencien.
Dans un premier temps, la plupart des actes violents et attentats sont perpétrés par des groupes d'extrême droite ou néonazis, comme le Parti espagnol national socialiste (es) (PENS), qui en a expressément revendiqué plusieurs. À partir de 1977-1978, avec le surgissement du blavérisme et du conflit identitaire connu sous le nom de « bataille de Valence », la plupart des attaques sont attribuées à des militants proches de ces organisations régionales anticatalanistes.
En décembre 1970, des graffitis menaçants à teneur politique sont apposés sur la façade de la librairie. Une fois effacés, de nouveaux graffitis apparaissent menaçant « la prochaine fois » d'attaques avec des briques. Le 26 mai 1971, au cours d'une attaque des croix gammées sont peintes sur la vitrine du magasin, qui est ensuite brisée par des de bombes de peinture à l'intérieur du magasin, causant 140 000 pesetas de dégâts.
Le 8 mai 1972, deux jeunes hommes collent une charge de plastic contre l'une des vitrines, provoquant un incendie,. Le 8 juin de la même année, la librairie est assaillie pendant la nuit, un nouvel incendie est provoqué avec un bidon d'essence et du matériel des lieux, causant des pertes estimées à plus de 800 000 pesetas. L'entrée des assaillants s'est faite par un local adjacent, siège de l'Organización Juvenil Española (es).
Le 31 octobre 1973, à la veille de la remise Premis Octubre, trois cocktails Molotov sont lancés contre la façade de la librairie, provoquant un incendie qui cause des pertes d'une valeur de 150 000 pesetas. L'acte est revendiqué par l'organisation néo-nazie PENS (es).
Le même groupuscule revendique un nouvel attentat réalisé avec des bouteilles incendiaires en 1974, perpétré pendant les heures d'ouverture de la librairie et en présence de clients. Les engins, lancés depuis une voiture en mouvement, n'ont pas explosé, mais ont rempli les locaux de fumée et causé des dommages sur la vitrine du magasin et quelques livres. Parmi les personnes présentes à l'intérieur se trouvaient Baltasar Porcel, Celso Emilio Ferreiro, Josep Maria Carandell et Luis Carandell (es), qui attendaient l'arrivée de l'écrivain italien Alberto Moravia en tant que jurés des Premis Octubre.
En 1976, la librairie reçoit diverses menaces téléphoniques anonymes, probablement liées à un attentat à la bombe survenu aux premières heures du 5 novembre 1976. Des morceaux de verre et de métal ont été retrouvés dans un rayon de 200 mètres autour de l'explosion,. L'attaque n'a pas été revendiquée.
A partir de 1977 et 1978, le ton des attaques changent, les graffitis, brochures et affiches menaçantes sont désormais écrits en valencien et non plus en castillan, elles sont plus explicitement anticatalanistes et l'attribution des actes de malveillance, revendiqués ou non, pointe désormais davantage vers l'extrême droite régionaliste locale plutôt que vers l'extrême droite espagnoliste. Le 24 août 1977, la librairie subit son neuvième attentat : un nouveau cocktail Molotov est lancé sur la porte de la librairie,,, causant plus de 300 000 pesetas de dégâts. Quelques jours auparavant, des graffitis étaient apparus sur la façade des inscriptions menaçantes — «Fora renegats» (« Dehors renégats » ), «Traïdors» (« Traîtres») et «Venuts a Catalunya» (« Vendus à la Catalogne ») —.
Lors de la foire du livre de 1978, des groupes portant des insignes avec le drapeau de la ville de Valence — revendiqué comme drapeau de toute la région par le blavérisme, controverse d'où il tire d'ailleurs son nom — adoptent une attitude menaçante et provocatrice devant les stands, qu'ils disent occupés par des « catalanistes ». Eliseu Climent, présent sur les lieux, est interpellé et bousculé, tandis que d'autres libraires sont menacés de mort.
Le 25 août 1978, lendemain de la constitution du Consell Valencià, visant à structurer le militantisme blaver, la librairie subit un nouvel attentat lorsque des inconnus brisent la vitrine de la librairie avec des jets de pierres au cri de « Vive Hitler ! »,.
La librairie ne subit aucun attentat entre les années 1980 et 2006,.
En janvier 2006, selon la version des employés, trois hommes cagoulés entrent dans la librairie, jettent des livres par terre et tentent d'agresser les personnes présentes, parmi lesquelles l'économiste Gustau Muñoz qu'ils ont tenté d'agresser avec des bombes aérosols,. Après avoir été repoussés par les employés de la librairie et par les clients eux-mêmes, les assaillants jettent des clous et du verre sur le sol avant de quitter les lieux. Selon les travailleurs, l'action était clairement préméditée et les hommes cagoulés criaient des slogans espagnolistes et anticatalanistes. Eliseu Climent, gérant de la librairie, impute l'incident au climat instauré par le PP valencien. Dans un communiqué, la Coordinadora d’Associacions per la Llengua catalana soutient qu'« Une fois de plus, les fascistes agissent contre la liberté d'expression avec une couverture politique complète du gouvernement du PP au Pays valencien ».
Le 14 septembre 2006, dix personnes entrent dans la librairie pour y agresser les travailleurs, injurier les clients et causer des dégâts matériels.
Après son déménagement à l'Octubre Centre de Cultura Contemporània, le 27 janvier 2008 la librairie a reçu des graffitis anticatalanistes de la part d'un groupe d'extrême droite se faisant appeler « Maulets 1707 », prête-nom du GAV, groupe blavériste violent bien connu.